# Александрово (Можайский район)
Александрово — деревня в Можайском городском округе Московской области России.
Расположена в центральной части округа, примерно в 4 км к северо-востоку от Можайска, на правом берегу реки Ведомки (правого притока Москва-реки), у впадения безымянного ручья, высота центра — 177 м над уровнем моря. Ближайшие населённые пункты — фактически примыкающий с юга посёлок Спутник и Шиколово в 1,5 км на юго-восток.
В XVIII веке — село Александрово Дягилева стана Можайского уезда, во владении прапорщика Василия Дмитриевича Камынина и подполковницы Филицаты Афанасьевны Урусовой.
В деревне находилась церковь Иконы Божией Матери Смоленской 1780 года постройки, разрушенная в ходе боёв 1941 года и окончательно разобранная в 1950-е годы.
С 1994 по 2006 год Александрово входило в состав Кожуховского сельского округа, с 2006 по 2018 год — в состав сельского поселения Спутник.

## Население
| 2002 | 2006 | 2010 |
| ---- | ---- | ---- |
| 49   | ↘36  | ↗75  |